# Будовар
Будовар je река у источном делу Срема.
Извире на Фрушкој гори код места Чортановци, где се назива „Патка“. Протиче кроз Бешку и поред Крчедина, одакле почиње да се назива „Будовар“. Река затим скреће на југ и протиче паралелно са ауто-путем Београд-Нови Сад, поред Нових Карловаца пре него што се улива се Дунав код Старих Бановаца.